# Aridius vietnamensis
Aridius vietnamensis es una especie de coleóptero de la familia Latridiidae.

## Distribución geográfica
Habita en Vietnam.